# Montopoli di Sabina
Montopoli di Sabina es una localidad italiana de la provincia de Rieti, región de Lacio, con 4.209 habitantes.

## Evolución demográfica
| Gráfica de evolución demográfica de Montopoli di Sabina entre 1861 y 2001 |
|                                                                           |
| Fuente ISTAT - Elaboración gráfica por parte de Wikipedia                 |